# Ardito (cacciatorpediniere 1913)
L’Ardito è stato un cacciatorpediniere della Regia Marina.

## Storia
All'entrata dell'Italia nella prima guerra mondiale l’Ardito faceva parte, con i cacciatorpediniere Audace, Animoso, Ardente e Francesco Nullo, della I Squadriglia Cacciatorpediniere, di base a Brindisi. Comandava l'unità il capitano di corvetta Caccia.
Il giorno stesso della dichiarazione di guerra, il 24 maggio 1915, Ardito, Animoso ed Audace effettuarono una missione antisommergibile nel golfo del Drin e successivamente al largo di Cattaro.
Il 9 giugno 1915 l'unità scortò, insieme ai cacciatorpediniere Indomito, Intrepido, Impetuoso, Irrequieto, Insidioso, Animoso, Ardente, Audace ed all'esploratore Quarto, gli incrociatori corazzati Giuseppe Garibaldi e Vettor Pisani, partecipando al bombardamento dei fari di Capo Rodoni e San Giovanni di Medua.
L'11 luglio l’Ardito, l’Ardente, l’Animoso e l’Audace scortarono l'esploratore Quarto e sbarcarono le avanguardie delle truppe destinate a sbarcare ed occupare l'isola di Pelagosa, operazione cui parteciparono anche l'incrociatore ausiliario Città di Palermo, l'esploratore Marsala, il cacciatorpediniere Strale e le torpediniere Clio, Cassiopea, Calliope, Airone, Astore ed Arpia e che si svolse senza intoppi (l'unico presidio dell'isola era composto da due segnalatori, che si nascosero per poi arrendersi).
Alle 4 del mattino del 17 luglio la nave, insieme agli incrociatori corazzati Garibaldi, Varese e Vettor Pisani, ai cacciatorpediniere Ardente e Strale ed alle torpediniere Airone, Astore, Arpia, Alcione, Clio, Calliope, Centauro e Cigno, prese parte al bombardamento della ferrovia Ragusa-Cattaro. La missione fu interrotta in seguito all'avvistamento – da parte del Vettor Pisani, alle 4.25 – di un sommergibile nemico; alle 4.40, mentre rientrava a Brindisi, la formazione fu ugualmente attaccata dal sommergibile U 4 che silurò ed affondò il Garibaldi.
Verso le dieci del mattino del 17 agosto dello stesso anno l’Ardito, che si trovava in crociera, unitamente all'esploratore Quarto ed ai cacciatorpediniere Impavido, Intrepido ed Animoso, a settentrione della congiungente Brindisi-Cattaro, raggiunse – insieme alle altre unità – Pelagosa, che alcune ore prima era stata pesantemente bombardata da una formazione navale austro-ungarica.
Nella notte tra l'11 ed il 12 dicembre 1915 l’Ardito ed un altro cacciatorpediniere, il Simone Schiaffino, scortarono da Brindisi a Durazzo i piroscafi Epiro e Molfetta con a bordo rifornimenti per le truppe serbe, vigilarono sullo scarico dei materiali e li scortarono poi sulla rotta di rientro per Brindisi.
Il 23 febbraio 1916 l’Ardito, i gemelli Indomito ed Impetuoso, l'esploratore Libia ed il vecchio ariete torpediniere Puglia si disposero nella rada di Durazzo a protezione dello sgombero della Brigata «Savona».
A partire dall'indomani l'unità, insieme ai cacciatorpediniere Irrequieto e Bersagliere ed agli incrociatori ausiliari Città di Siracusa e Città di Catania, iniziò a bombardare le truppe austroungariche in avanzata, che stavano per occupare Durazzo. Negli stessi giorni bombardò anche le postazioni d'artiglieria avversarie a Sasso Bianco, sempre nei dintorni di Durazzo.
Il 31 maggio 1916 l’Ardito e l'incrociatore ausiliario Città di Siracusa, mentre ispezionavano lo sbarramento sbarramento del canale d'Otranto, attaccarono ed obbligarono alla ritirata (insieme al cacciatorpediniere Aquilone ed alla torpediniera Centauro, partiti da Brindisi) i cacciatorpediniere austro-ungarici Orjen e Balaton, che avevano attaccato lo sbarramento ed affondato il «drifter» Beneficent.
Il 2 agosto dello stesso anno l’Ardito fornì supporto, insieme ai cacciatorpediniere francesi Riviére, Bisson e Bory, ad un'incursione effettuata dal MAS 6 appoggiato dalle torpediniere 33 PN e 37 PN: la motosilurante penetrò nella rada di Durazzo e lanciò un siluro, senza tuttavia colpire alcuna nave (da bordo del MAS si ebbe l'impressione di aver colpito un piroscafetto, ma dalle fonti austro-ungariche non risultano affondamenti o danneggiamenti).
L'11 maggio 1917 la nave, agli ordini del comandante Gottardi, salpò da Venezia insieme ai cacciatorpediniere Audace, Ardente, Animoso ed Abba, per intercettare un gruppo di siluranti austroungariche (cacciatorpediniere Csikos e torpediniere 78 T, 93 T e 96 T) che fu avvistato alle 15.30, a circa 10.000 di distanza; essendo però le due formazioni frattanto giunte non distante da Pola, importante base navale austroungarica, le unità italiane ripiegarono e rientrarono a Venezia.
Il 29 settembre 1917 la nave uscì in mare assieme ad Ardente ed Audace e ad una seconda formazione (esploratore Sparviero, cacciatorpediniere Abba, Acerbi, Stocco ed Orsini) a supporto di un bombardamento effettuato da 10 aerei contro Pola. La formazione italiana ebbe poi un breve scontro serale con una austro-ungarica (cacciatorpediniere Turul, Velebit, Huszar e Streiter e 4 torpediniere), senza conseguire risultati di rilievo.
Il 28 novembre Animoso, Ardente, Ardito, Abba, Audace, Orsini, Acerbi, Sirtori e Stocco, insieme agli esploratori Aquila e Sparviero, partirono da Venezia e, insieme ad alcuni idrovolanti di ricognizione, inseguirono una formazione austriaca, composta dai cacciatorpediniere Dikla, Streiter ed Huszar e da quattro torpediniere, che aveva bombardato la ferrovia nei pressi della foce del Metauro. Le navi italiane dovettero rinunciare all'inseguimento allorché giunsero nei pressi di Capo Promontore, troppo vicino a Pola.
Il 10 maggio 1918 la nave fu inviata a Porto Levante insieme ad Aquila, Acerbi, Sirtori, Stocco ed Ardente per fornire eventuale appoggio all'incursione di MAS divenuta poi nota come beffa di Buccari.
Alle 15.30 del 4 novembre 1918 l’Ardito, partito da Venezia, attraccò a Rovigno, prendendo possesso della città a nome dell'Italia.
Nel dopoguerra l’Ardito fu sottoposto a lavori di modifica al termine dei quali l'armamento risultò composto da 5 cannoni da 102 mm, uno da 40 mm e 4 tubi lanciasiluri da 450 mm.
Nel 1929 la nave fu declassata a torpediniera.
Radiata nel 1931, fu avviata alla demolizione.